# Евърет Роджърс
 Евърет Роджърс  (на английски: Everett M. Rogers) е изследовател в сферата на комуникациите, социолог, писател и учител.

## Биография
Евърет Роджърс е роден на 6 март 1931 в семейство на фермери в Карол, щата Айова. Интересът му към иновациите е предопределен: баща му с удоволствие приема всички електромеханични нововъведения в селскостопанската техника с едно голямо изключение – генномодифицираните семена. След завършване на основното си образование Роджърс първоначално не обмисля да продължи напред, но, подтикнат от свой учител, в крайна сметка решава да следва Агрономство в Щатския университет в Айова.
През 1957 година той се връща в университета, за да защити докторантура по социология и статистика. В началото на 90-те години на 20 век се обръща към друга сфера – образованието чрез развлечение – и изследва начина, по който развлекателното съдържание подобрява здравето и социалните умения на човека. Към края на живота си Роджърс започва работа в Университета в Ню Мексико, където стартира докторантска специалност в сферата на комуникациите. През 2004 година се пенсионира заради болест в бъбреците.
Евърет Роджърс умира на 21 октомври 2004 година.

## Идеи
Евърет Роджърс добива известност след публикуването на книгата „Дифузия на иновациите“ през 1962 година, когато работи като асистент в Щатския университет в Айова. Теорията му обяснява как, защо и до каква степен се разпространяват сред културите новите идеи и технологии. Научният му труд разделя потребителите, които възприемат дадена нова технология или нов продукт на пет категории: иноватори, ранни получатели, ранно мнозинство, късно мнозинство и изоставащи, като най-голям е процентът на ранното и късното мнозинство.